# 王汉儒
王汉儒（1938年4月—2019年6月9日），出生于新疆奇台县，中华人民共和国政治人物，中国人民解放军少将，中国人民政治协商会议新疆维吾尔自治区第八届委员会副主席。1954年3月参加工作，1958年12月加入中国共产党。